# Municipio de Wilmington (Minnesota)
El municipio de Wilmington (en inglés, Wilmington Township) es un municipio del condado de Houston, Minnesota, Estados Unidos. Tiene una población estimada, a mediados de 2021, de 428 habitantes.

## Geografía
Está ubicado en las coordenadas 43°32′4″N 91°33′27″O / 43.53444, -91.55750 (43.534397, -91.557369). Según la Oficina del Censo de los Estados Unidos, el municipio tiene una superficie total de 93.1 km², de la cual 92,9 km² corresponden a tierra firme y 0.2 km² son agua.

## Demografía
Según el censo de 2020, en ese momento había 427 personas residiendo en la zona. La densidad de población era de 4,6 hab./km². El 95.78 % de los habitantes eran blancos, el 1.64 % eran de otras razas y el 2.58 % eran de una mezcla de razas. Del total de la población, el 2.81 % eran hispanos o latinos de cualquier raza.